# Fatalna žena
Fatalna žena je lik koji se često pojavljuje u književnosti i na filmu. Obično je to zavodnica koja koristi svoju moć kako bi zarobila junaka. Pojam se prvi put pojavio u francuskom jeziku, kao femme fatale, dok se pojam Vamp ustalio 1920-ih u Hollywoodu, a potječe od seksualnosti Vampira.
Iako su ispočetka prikazivane kao zle, seksualno nezasitne i podle, fatalne žene su se često javljale i kao antijunakinje, pa i pokajnice. Danas je taj arhetip dobio značajke žene koja se stalno koleba između dobra i zla, ali u oba slučaja postupa bezobzirno. Zlo je uvijek prisutno, bilo u samoj fatalnoj ženi, bilo u ljubavniku ili nekoj drugoj povezanoj osobi, a javlja se kad se tradicionalna uloga žene kao pokorne ljubavnice sukobi s drugim ciljevima. 
Moglo bi se reći da je fatalna žena tragičan lik zato što razlozi njezinih postupaka ostaju skriveni svima, pa i njoj. Njezina je ličnost tajna za muškarce, zbog čega ih privlači, ali i za nju samu.

## 1940-ih godina
Fatalna žena je središnji ženski lik američkog film noira 1940-ih godina.
Obilježja fatalne žene:
- nesuglasje pojave i naravi
- preerotizirana ženska atraktivnost
- inteligencija i emotivna hladnoća
- manipulativne sposobnosti
- težnja k moći
- samoodređena seksualnost
- destruktivna prekoračenja norma i zakona